# Magdalena von Geyr
Magdalena von Geyr (* 28. März 1984 in Marburg) ist eine ehemalige deutsche Basketballnationalspielerin.

## Leben
Die 1,80 m große Spielerin begann ihre Basketballkarriere in den Jugendmannschaften des BC Marburg und rückte in den Bundesligakader auf. 2003 wurde sie mit dem BC Marburg Pokalsieger und Deutscher Meister.
2004 begann sie ein Studium in München und ging für den Erstligisten MTSV Schwabing auf Korbjagd. Im Jahre 2007 erlitt sie einen Kreuzbandriss und fiel monatelang aus. Als München Basket zur Saison 2007/08 die Bundesligalizenz des MTSV Schwabing übernahm, wechselte auch von Geyr mit dem gesamten Erstligateam dorthin. 2008 zog sich München Basket aus der Damen-Basketball-Bundesliga zurück, von Geyr wechselte zum TSV 1880 Wasserburg, für den sie ein Jahr spielte. Hernach spielte sie ebenfalls eine Saison bei Donau-Ries in Nördlingen. Von 2012 bis 2017 spielte sie in der 2. Damen-Basketball-Bundesliga für die TS Jahn München, nach der Geburt ihres Kindes half sie in der Saison 2018/10 noch einmal bei der TS Jahn aus.
2008 wurde von Geyr in die A-Nationalmannschaft berufen und bestritt ihr erstes Spiel für die deutsche Basketballnationalmannschaft am 19. Juli 2008 gegen Frankreich. Insgesamt wurde sie in 21 A-Länderspielen eingesetzt. Mit der deutschen Ü30-Auswahl wurde sie im Juli 2017 Weltmeisterin in dieser Altersklasse.